# Ruder-Europameisterschaften 1926
Die Ruder-Europameisterschaften 1926 wurden am 6. September auf dem Vierwaldstättersee in Luzern ausgetragen.

## Ergebnisse
| Bootsklasse            | Gold | Silber | Bronze |
| ---------------------- | --- | --- | --- |
| Einer                  | Josef Schneider | Béla Szendey | Ferdinandus Vintens |
| Doppelzweier           | Schweiz Rudolf Bosshard Maurice Rieder | Italien Michelangelo Bernasconi Alessandro de Col | Belgien Edmond van Parys Adolphe Schnaphauf |
| Zweier ohne Steuermann | Schweiz Alois Reinhard Willy Siegenthaler | Italien Jean Cipollina Massimo Ballestrero | Niederlande Hein van Suylekom Carel van Wankum |
| Zweier mit Steuermann  | Schweiz Edouard Schädeli Wilhelm Müller Fernand Eggenschwyler (Steuermann)                                                                      | Italien Pier Luigi Vestrini Renzo Vestrini Cesare Milani (Steuermann)                                                                                    | Niederlande J. H. A. Langen van den Valk H. S. de Vries Tjong (Steuermann)                                                                              |
| Vierer ohne Steuermann | Schweiz Alois Reinhard Otto Bühlmann Kaspar Zimmermann Willy Siegenthaler                                                                       | Niederlande Bernard van Ogtrop Roelof Hommema Egbertus Waller P. A. Kroesen                                                                              | Portugal Mario García Francisco Leotte José Leitas Samuel Martino                                                                                       |
| Vierer mit Steuermann  | Italien Antonio Ghiardello Mario Ghiardello Giovanni Battista Pastine Andrea Ghiardello Ugo Giangrande (Steuermann)                             | Schweiz Karl Schöchlin Hans Schöchlin Wilhelm Wippermann Paul Käser Theophil Mosimann (Steuermann)                                                       | Polen Franciszek Bronikowski Leon Birkholc Mieczysław Figurski Franciszek Janik Franciszek Brzeziński (Steuermann)                                      |
| Achter                 | Niederlande Hans Kruyt Teun Beijnen Albert Ooiman F. M. Joseph A. van Asgum J. B. Bosscher Tjalling James Jaap Stigter M. O. Davis (Steuermann) | Italien Vincenzo Fabiano Francesco Fabiano Angelo Olgeni Gildo Foco Terenzio Catullo Giuseppe Camuffo Aldo Olgeni Aldo Bettini Gino Bettini (Steuermann) | Belgien Robert Swartelé Maurice Swartelé Theo Wambeke Alphonse De Wette J. van Parys Hippolyte Schouppe C. de Jonghe Jan Bauwens G. Nachez (Steuermann) |

## Medaillenspiegel
| Platz  | Land        | Gold | Silber | Bronze | Gesamt |
| ------ | ----------- | ---- | ------ | ------ | ------ |
| 1      | Schweiz     | 5    | 1      | –      | 6      |
| 2      | Italien     | 1    | 4      | –      | 5      |
| 3      | Niederlande | 1    | 1      | 2      | 4      |
| 4      | Ungarn      | –    | 1      | –      | 1      |
| 5      | Belgien     | –    | –      | 3      | 3      |
| 6      | Polen       | –    | –      | 1      | 1      |
| 6      | Portugal    | –    | –      | 1      | 1      |
| Gesamt | Gesamt      | 7    | 7      | 7      | 21     |